# Jakubice
Jakubice – wieś w Polsce, położona w województwie łódzkim, w powiecie sieradzkim, w gminie Warta.
W latach 1954–1958 wieś należała i była siedzibą władz gromady Jakubice, po jej zniesieniu w gromadzie Warta. W latach 1975–1998 miejscowość administracyjnie należała do województwa sieradzkiego.
We wsi znajduje się szkoła podstawowa im. Ks. Infułata Władysława Sarnika.

## Części wsi
| SIMC    | Nazwa   | Rodzaj    |
| ------- | ------- | --------- |
| 0715325 | Baszków | część wsi |

Wieś królewska w starostwie sieradzkim w powiecie sieradzkim województwa sieradzkiego w końcu XVI wieku. 
W 1827 roku we wsi było 185 mieszkańców w 37 domach.